# Мажар, Йосип
Йосип Мажар — Шоша (серб. Јосип Мажар — Шоша; 18 сентября 1912, Дервента — 20 октября 1944, Травник) — югославский партизан, участник Народно-освободительной войны Югославии и Народный герой Югославии.

## Биография
Родился 18 сентября 1912 в Дервенте. Родом из семьи финансового инспектора Николы Мажара, сербохорватского революционера. Окончил морскую торговую академию в Бакаре, после чего отправился служить на торговое судно. Служил там два года, после чего был арестован по обвинению в связи с коммунистами и отправлен в тюрьму в Бане-Луке. Сбежал оттуда, после чего на одном из тайных собраний коммунистов в городе в 1935 году был принят в Союз коммунистов Югославии. Деятельность не прекращал даже после многочисленных арестов, исправительных работ и заключений в тюрьме «Чёрный дом».
В начале июня 1941 года совместно с 13 коммунистами Боснийской Краины в Шехитлуцах организовал слёт партии, на котором призвал всех граждан вступить в войну против немецких оккупантов. С 25 июля 1941 участвует совместно в боевых операциях с доктором Младеном Стояновичем. Первоначально руководил партизанским отрядом на руднике в Лешлянах, с которым атаковал Подградцы и Туряк. В декабре 1941 года, будучи командиром батальона, получил должность заместителя командира во 2-м Краинском партизанском отряде. В мае 1942 года участвовал в осаде города Приедор, а также в Битве на Козаре в июне-июле 1942 года. 22 сентября 1942 назначен командиром новосформированной 5-й Краинской Козарской ударной бригады.
Первый рапорт о боевом составе бригады Йосип Мажар отдал 7 января 1943 лично Иосипу Брозу Тито в Сербской-Ясенице во время смотра 4-й Краинской дивизии. Участвовал со своими войсками в оборонительной операции на Грмече, штурмовал города Боснийской Краины. Как командир 11-й Краинской дивизии разгромил формирования чётников в Центральной Боснии, а также во время Битвы на Сутьеске перекрыл линию коммуникации Брод—Сараево, лишив усташей немецкой поддержки. В 1944 году его предложения легли в основу боевых действий 5-го Боснийского  и  1-го Пролетарского корпусов.
Погиб 20 октября 1944 во время битвы за Травник от разорвавшегося миномётного снаряда. 26 июля 1949 ему посмертно присвоено звание Народного героя Югославии по указу Президиума Народной Скупщины ФНРЮ. Его младшие братья Драго (1918 — 1991) и Ивица (1915 — 1941) также получили звания Народных героев. В ВМС СФРЮ имя Йосипа Мажара носил ракетный катер типа «Оса» — RČ-307 «Йосип Мажар».